# Diadectomorpha
I diadectomorfi (Diadectomorpha) sono un gruppo di animali simili a rettili, vissuti in Europa e in Nordamerica durante il Carbonifero e il Permiano (310 – 260 milioni di anni fa).

## Tra i rettili e gli anfibi
Si pensa che questi animali fossero molto vicini all'origine dei rettili, per alcune caratteristiche dello scheletro (vertebre robuste, presenza dell'astragalo) che li avvicinano alle forme più primitive degli anapsidi. In ogni caso, i diadectomorfi possedevano caratteristiche di rettili e di anfibi al contempo, e difatti i primi paleontologi che si occuparono della loro classificazione li raggrupparono nell'ordine dei cotilosauri (un gruppo non più utilizzato nelle odierne classificazioni) e li considerarono i più antichi e primitivi tra tutti i rettili. Più recentemente i diadectomorfi sono stati riclassificati come tetrapodi strettamente imparentati sia ai rettili che agli anfibi.

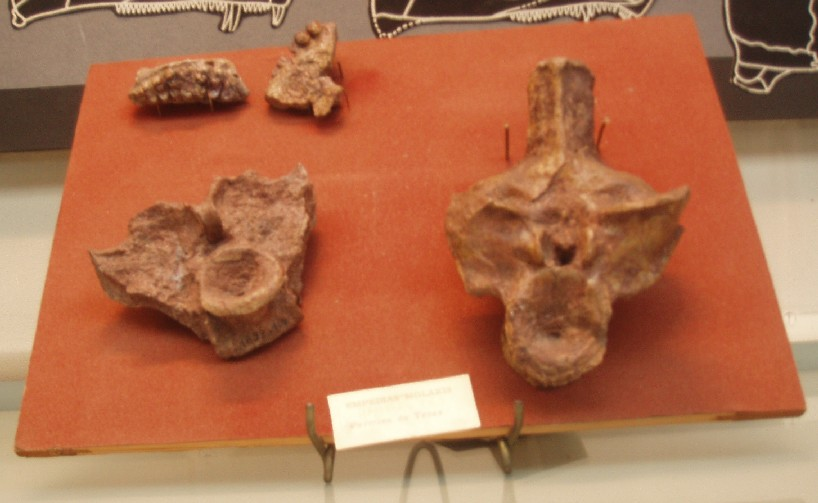
Vertebre di Empedias (=Diadectes) molaris

## Erbivori e carnivori
I diadectomorfi raggruppano sia forme carnivore, lunghe anche due metri, che forme erbivore, la cui lunghezza poteva arrivare ai tre metri. Queste ultime forme, come Diadectes, sono stati i primi animali erbivori di terraferma. Alcuni diadectomorfi erano terrestri, altri invece erano semiacquatici.  Sembra che i diadectomorfi si siano evoluti nel Carbonifero inferiore, ma divennero molto comuni solo nel Carbonifero superiore e nel Permiano inferiore. Tra le forme più note, oltre al già citato Diadectes, sono da ricordare l'erbivoro Orobates (descritto recentemente sulla base di uno scheletro completo), il misterioso Stephanospondylus (a volte accostato all'origine delle tartarughe), Tseajaia e il carnivoro Limnoscelis.

## Filogenesi

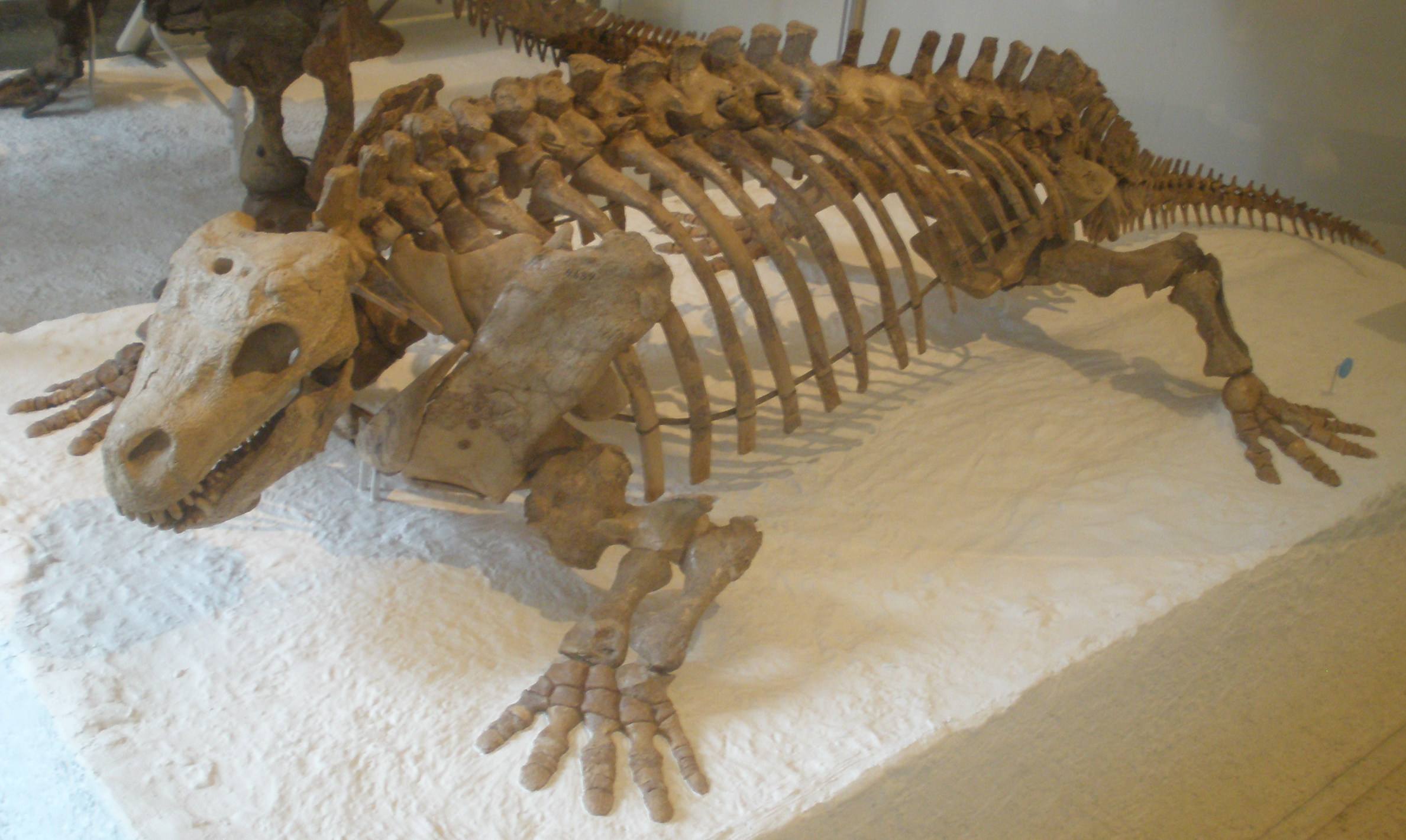
Scheletro di Diadectes phaseolinus

```
Amniota

†
DIADECTOMORPHA

 |--o 
Limnoscelidae

 |   |-- 
Limnoscelis

 |   |-- 
Limnostygis

 |   `?- 
Romeriscus
 
 `--+?- 
Tseajaia
 [Tseajaiidae]
    `--o 
Diadectidae

       |-- 
Ambedus
 
       `--+-- 
Oradectes

          |-- 
Orobates
 
          `--+-- 
Desmatodon

             `--+-- 
Silvadectes

                |--o 
Diadectes
 
                |   |-- 
D. phaseolinus

                |   |-- 
D. maximus

                |   `-- 
D. tenuitectus

                |-- 
Diasparactus
 
                `?- 
Stephanospondylus
```

## Galleria d'immagini

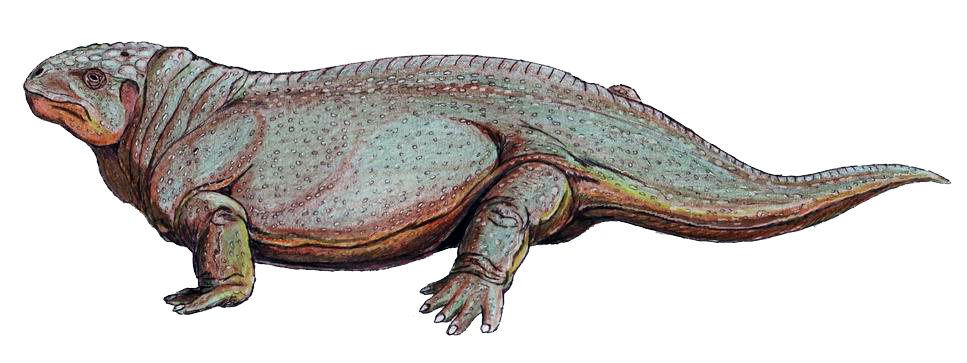
Diadectes
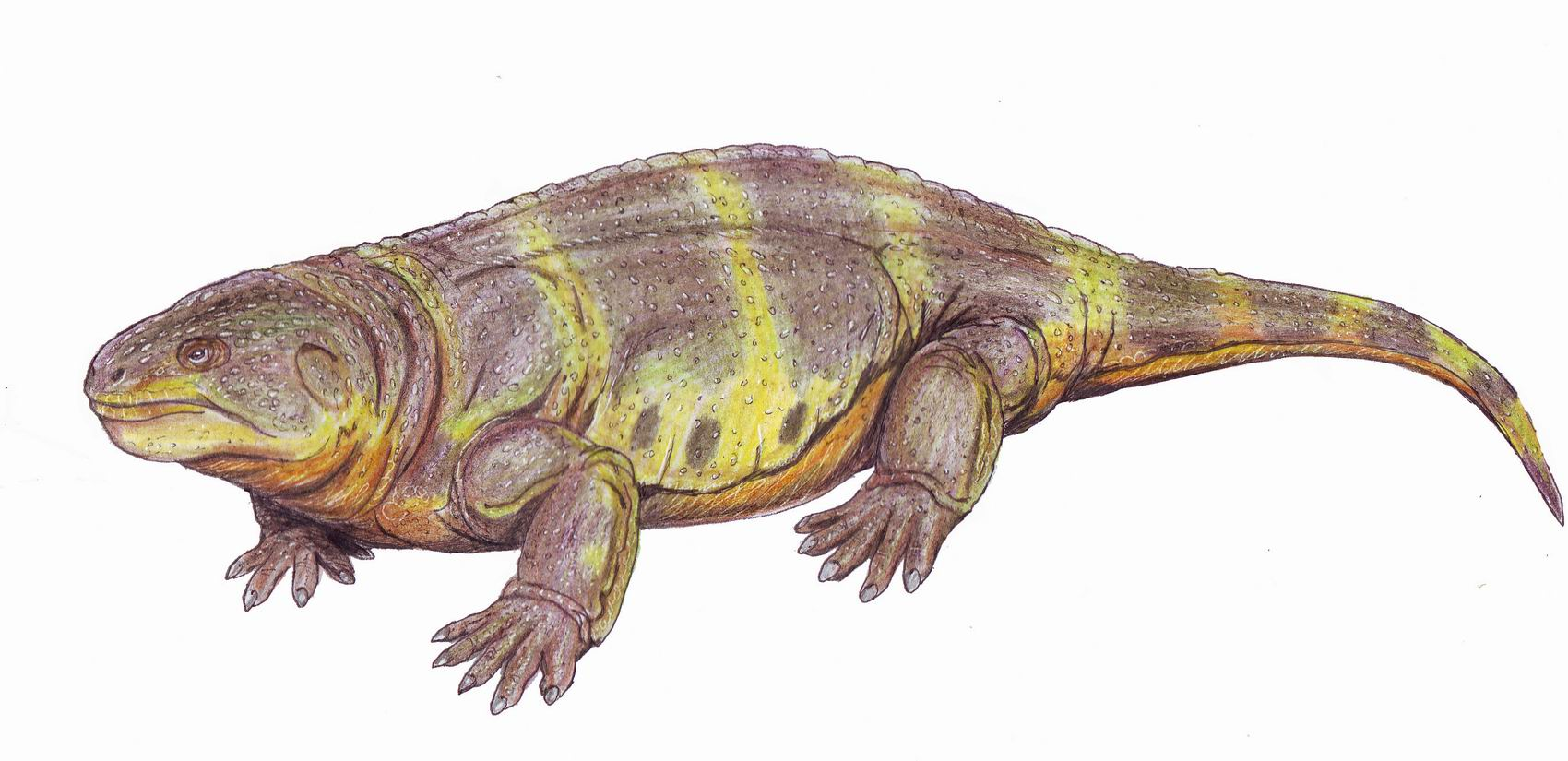
Diasparactus
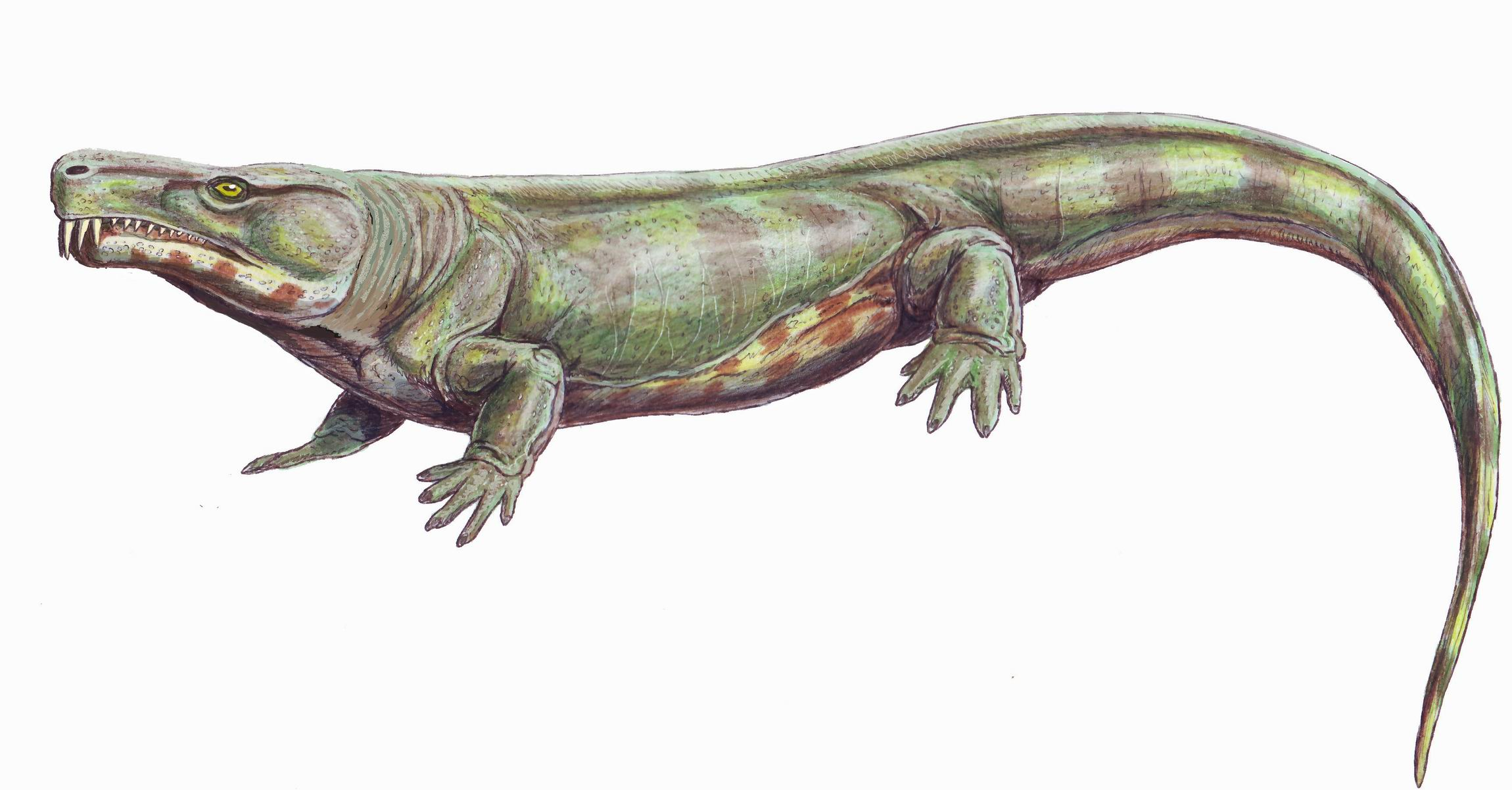
Limnoscelis
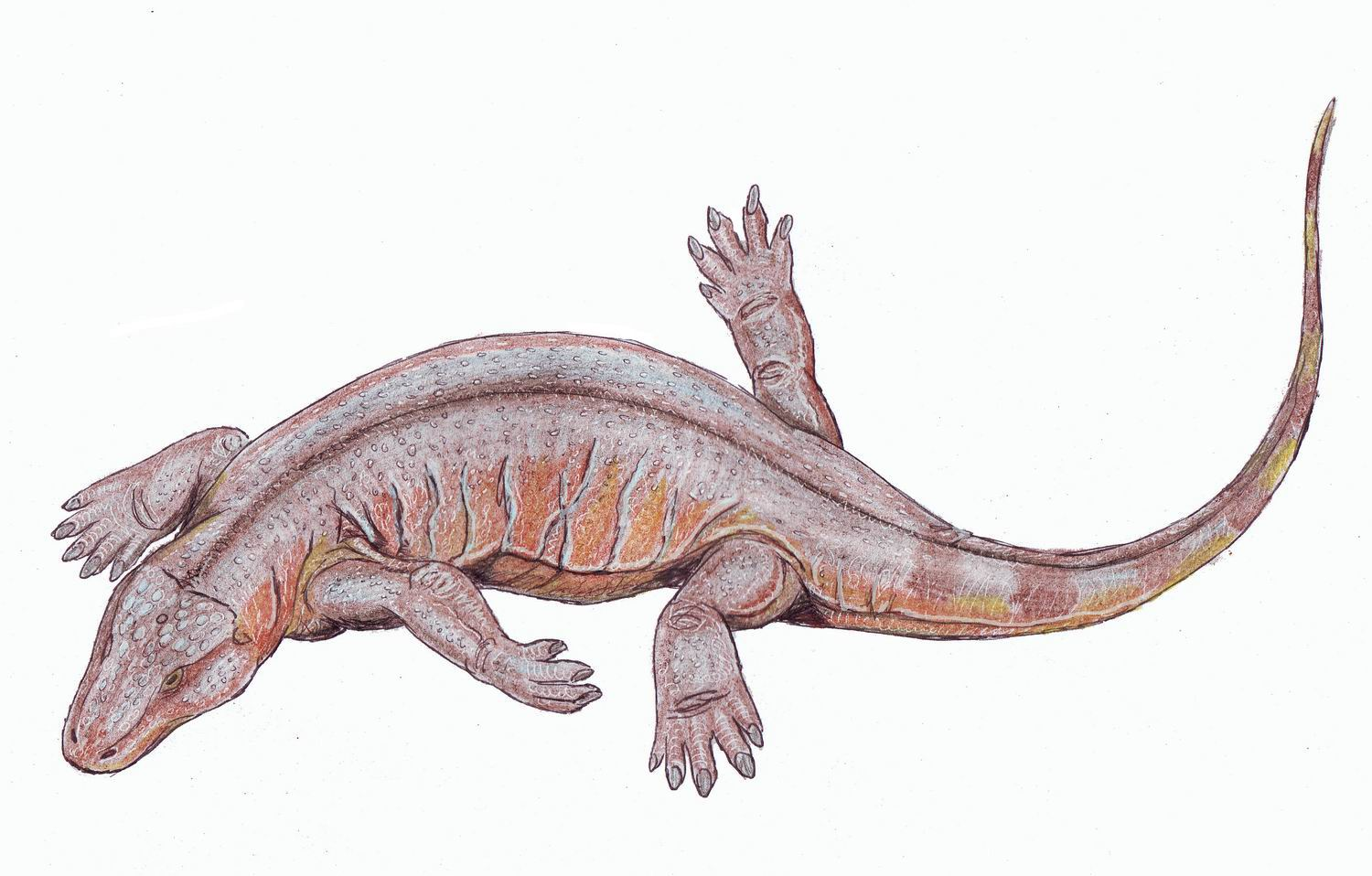
Orobates